# Філарет (Дроздов)
Митрополит Філарет (в миру Василь Михайлович Дроздов; 6 січня 1783, Коломна — 1 грудня 1867, Москва) — російський релігіний діяч, історик православної церкви. Найбільш упливовий російський православний богослов XIX століття[джерело?].
Єпископ Відомства православного сповідання Російської імперії; з 3 липня 1821 архієпископ (з 22 серпня 1826 — митрополит) Московський і Коломенський.
Дійсний член Імператорської академії (1818); почесний член (1827–1841) Імператорської Академії наук і згодом ординарний академік (1841) по Відділенню російської мови і словесності.
1994 Російською православною церквою прославлений у лику святих у святительському чині. День пам'яті — 2 грудня.

## Дитинство та освіта
Василь Дроздов народився 26 грудня (другий день Різдва) 1782 в сім'ї диякона Успенського кафедрального собору в Коломні. Всі предки його по батькові й матері були духовного звання. Дід по матері був протоієреєм Богоявленської церкви.
Батько майбутнього митрополита — Михайло Федорович — одружився 10 січня 1782 року на Євдокії Микитівні, якій ще не було повних 16 років; 6 лютого того ж року був поставлений дияконом Успенського собору, але жив спочатку у свого тестя, при Богоявленської церкви, де й народилося немовля. Василь Дроздов, наречений на честь святого Василія Великого, народився на 2 тижні раніше терміну; хрещений в Богоявленській церкві 1 січня 1783, в день пам'яті зазначеного святого. У лютому сім'я переїхала в будинок при церкві Трійці, що в Ямській Слободі, до якої був призначений священиком отець Михайло[джерело?].
Отець Михайло також викладав в Коломенській семінарії і ним була зібрана багата домашня бібліотека. Коли настав час навчати Василя грамоти, він переселився в будинок своїх батьків.
20 грудня 1791, 9-ти річний, відданий вчитися в Коломенському семінарію. У 1799 році, в один час зі скасуванням Коломенської єпархії, закрита була і Коломенська семінарія. Колишнім її учнем було дозволено вступити в духовні навчальні заклади Московської єпархії. За порадою батька Василь Дроздов здав випробувальний іспит і в березні 1800 року зарахований у філософський клас Троїцької Лаврської семінарії в Сергієвому Посаді.
Незабаром, проявивши неабиякі здібності у вивченні мов і риторики, звернув на себе увагу організатора і патрона семінарії митрополита Платона (Левшина), який виявляв до Дроздова явне благовоління і заступництво. Закінчив семінарію в листопаді 1803 і був призначений викладачем грецької і єврейської мов. У 1806 році Дроздов став учителем поезії; з 1808 року — вищого красномовства і риторики[джерело?].
У серпні 1804 року Василю Михайловичу випала нагода побувати в рідному місті. У Коломенському Успенському соборі закінчувався розпис, і очікували на оновлення храму митрополита Платона[джерело?].

 Здавалося б, чим більше зростало в ньому самосвідомість дорослої людини, тим сильніше повинне було б зростати почуття самостійності, але спостерігається щось протилежне … і щоразу, коли перед ним постають ті чи інші матеріальні чи моральні труднощі, він негайно звертається за порадою до своєму батьку. 
— Один з укладачів біографії святителя Філарета.
З серпня 1806 року Василь Михайлович був призначений проповідником.

## Чернечий постриг
В 1806 році митрополит Платон, вірний своєму звичаю схиляти учнів і наставників до прийняття чернецтва, радив Дроздову прийняти постриг. Василь Михайлович довго вагався, радився з батьком, який відповідав: "… Все залежить від здібностей і нахилів кожного. Їх можна знати самому … "

 Батюшка! Василія скоро не буде; але ви не позбудетеся сина: сина, який розуміє, що Вам зобов'язаний більш, ніж життям, відчуває важливість виховання, знає ціну Вашого серця. 
— Лист батькові 100-і
[джерело?]
16 листопада 1808 року в Трапезній церкві Троїце-Сергієвої лаври намісником Лаври архімандритом Симеоном був пострижений у чернецтво з ім'ям Філарет, на честь праведного Філарета Милостивого.

## Хіротонія та ректорство
21 листопада 1808 року митрополитом Платоном висвячений у сан ієродиякона. У 1809 році, вже в сані ієродиякона, був переведений в Петербург; 28 березня того ж року висвячений у сан ієромонаха. 30 червня 1811 року «Всемилостивий пожалуваний, за відміну в проповідуванні Слова Божого» наперсним хрестом з дорогоцінними каменями. 8 липня 1811 року возведений у сан архімандрита.
11 березня 1812 року визначено ректором Санкт-Петербурзької Духовної академії і професором Богословських наук; залишався на посаді до 1819 року; радикально модернізував програму дисциплін, що викладаються[джерело?].
Був близьким помічником і союзником митрополита Новгородського і Санкт-Петербургского Амвросія (Подобєдова), що викликало недружелюбність іншого впливового при царському дворі ієрарха того часу — честолюбного і світськи утвореного архієпископа Калузького (згодом Рязанського) Феофілакта (Русанова), що домагався столичної кафедри[джерело?].
27 березня 1812 року визначений настоятелем новгородського Юр'єва монастиря; в березні 1816 — московського Новоспаського монастиря — із залишенням при Академії. 29 червня 1813 року нагороджений орденом Св. Володимира — відразу 2-го ступеня, минаючи нижчі щаблі.
У 1816 році були видані, написані ним, «Записки на книгу Буття» (1200 примірників) і «Начерки церковно-біблійної історії».
Взимку 1815 року захворів його батько. Філарет гаряче молився про нього; як розповідав сам Філарет, «щось невідоме» подало йому звістку про смерть батька. Незабаром з Коломни прийшло підтвердження: 18 січня 1816 року помер протоієрей Михайло Дроздов.

 Хай буде воля Його у всьому! Повинно і всім готується слідом за тим, про кого тепер проливаємо сльози. Господь наш, що єси воскресіння і Життя, нехай дарує йому і нам благодать побачити один одного у воскресінні життя! 
— Лист Філарета матері.
Батько святителя був похований на Петропавлівському кладовищі Коломни.

## Єпископство
23 липня 1817 року, за поданням митрополита Амвросія (Подобєдова), йому було наказано бути єпископом Ревельський, вікарієм Санкт-Петербурзької єпархії з залишенням за ним посади ректора академії та керуючого Новоспаським монастирем[джерело?].
5 серпня 1817 року в Троїцькому соборі Олександро-Невської лаври митрополитом Амвросієм (Подобєдовим) був хіротонізований на єпископа; 26 серпня 1818 року нагороджений орденом Св. Анни 1-го ступеня.
У березні 1819 року був призначений на Тверську кафедру в сані архієпископа; тоді ж став членом Святійшого синоду (з 1842 року і до самої смерті, залишаючись синодальним членом, зважаючи на свою невзгоди з обер-прокурором Н. А. Протасовим, що не був викликаємим для засідання у синоді, так само як і інший видатний ієрарх того часу митрополит Київський Філарет (Амфітеатров)).
Іменним найвищим указом від 26 вересня 1820 року «архієпископу Філарета наказано бути архієпископом Ярославським».

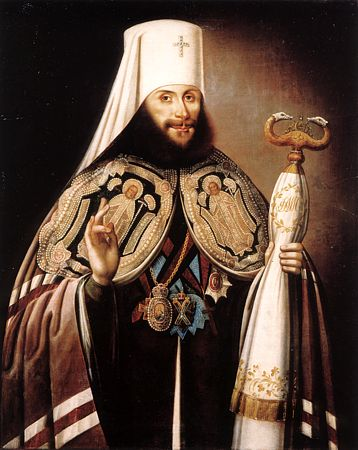
Митрополит Філарет

### На Московській кафедрі
Призначення Філарета на московську кафедру 3 липня 1821 року було з ентузіазмом сприйнято жителями міста. "Народ дуже любить Філарета, особливо за те, що служить скрізь, де тільки є торжество яке-небудь, свято, або де запрошують. Покійний Серафим не міг це робити по слабкості свого здоров'я, а Августин був дуже грубий і гордий ", — писав у грудні цього року А. Я. Булгаков[джерело?].
У 1823 році, 2 червня, «за діяльне служіння Церкві та духовній освіті …, за повчальні праці в повчання пастві і накреслення по духу Православної східної Церкви і в розумі Євангельської істини Катехизму, схваленого Святійшим Синодом, нагороджений орденом Св. Олександра Невського».
Тим не менш, в березні 1824 року єпископ Григорій (Постніков) писав архієпископу Філарету: «У Москві багато Вами незадоволені, саме тому що Ви занадто темні, здебільшого незрозумілі (вибачте мене, давно я говорив вам, що проповіді повинні писати простіше), проповіді говорите тільки з розуму, без участі серця і що в деяких випадках поступаєте вже занадто строго; але, що втім, там поважають Вас за справедливість»[джерело?].
Філарет зіграв ключову роль в здійсненні акту престолонаслідування від Олександра I до Миколи I. Ще в липні 1823 за дорученням Олександра I архієпископ Філарет у великій таємниці склав маніфест про перехід прав на російський престол від цесаревича Костянтина Павловича до великого князя Миколи Павловича; 28 серпня 1823 року маніфест був затверджений і, через 11 днів, отриманий Філаретом у конверті з власноручним написом імператора: «Зберігати в Успенському соборі з державними актами до запитання мого, а в разі моєї смерті відкрити Московському єпархіальному архієрею і Московському генерал-губернатору в Успенському соборі перш всякої іншої дії»[джерело?].
У послужному списку високопреосвященнішого Філарета було зазначено:

З нагоди сходження <…> Імператора Миколи Павловича на престол, внаслідок подання Його Величності опису відкриття який зберігався в Успенському соборі акту <…> Імператора Олександра Павловича, Всемилостиво наданий діамантовим хрестом, для носіння на клобуку. — Цит. по:  Твори Філарета Митрополита Московського і Коломенського . Том I. М., 1873, стор. IX-X.
Брав участь у вінчанні на царство імператора Миколи I 22 серпня; в той же день був зведений в сан митрополита. З цим монархом мав непрості відносини, що було в основному обумовлено численними донесеннями імператору, в яких московський святитель звинувачувався у політичній неблагонадійності. Одним із приводів для таких думок дали його слова, сказані ним у вересні та на початку жовтня 1830 року в Москві в умовах епідемії холери; проповіді говорили про гріхи старозавітного царя Давида, за які Ізраїлю були послані випробування і кари, — в чому багато хто тоді угледіли критику нового Імператора. Тим не менш, 19 квітня 1831 року «за ревне і многодіяльне служіння в архіпастирському сані, гідно носимом, і притому багато похвальні подвиги і труди на користь Церкви і Держави, постійно надаються, Всемилостивий зарахований до ордена Св. Ап. Андрія Первозванного».
Освятив десятки московських храмів, збудованих та реконструйованих за його благословення, в тому числі 18 жовтня 1853 — храм Богоявлення у Єлохові. У серпні 1837 року — в день 25-річчя Бородінської битви брав участь в урочистій закладці грандіозного Храму Христа Спасителя, а пізніше активно сприяв його зведенню. 26 березня 1839 року зарахований до ордена Св. Рівноапостольного князя Володимира першого ступеня Великого хреста[джерело?].
26 серпня 1856 року здійснив священне коронування Олександра II. Наприкінці 1850-х, коли до порядку державних справ було поставлено питання про селянську реформу, був проти скасування кріпосного права; імператор Олександр Миколайович, проте, наполіг на тому, щоб остаточна редакція Найвищого Маніфесту 19 лютого 1861 була вироблена ним, чому він був змушений підкоритися, значно скоротивши колишню редакцію тексту і вилучивши з нього ряд емоційно-радісних оборотів[джерело?].
5 серпня 1867 року, в день п'ятдесятиріччя служіння в єпископському сані, найвищим рескриптом за багаторічну просвітницьку, благодійну і пастирську діяльність митрополиту Філарету надано право, за київським звичаєм, предносіння хреста в священнослужінні, носіння хреста на митрі і двох панагій на персях. При цьому Всемилостиво прикрашена дорогоцінними каменями панагія на діамантовому ланцюжку із зображенням на зворотному боці вензелів Його Величності і двох попередників, при яких проходив своє служіння, і з написом навколо неї: "Преосвященному Митрополиту Філарету, в пам'ять п'ятдесятирічного служіння Церкві й Батьківщині, 5 -го серпня 1817 — 5 серпня 1867, за царювання Олександра I, Миколи I і Олександра II "; а в винагороду заслуг власне державних, подаровані портрети імператора Олександра II і двох Його попередників, з'єднані разом, обсипані діамантами і прикрашені великою імператорською короною[джерело?].

### Монастирі засновані по благословенню митрополита
Митрополит Філарет любив монастирський уклад життя і суворе статутне богослужіння. За час керування Московською єпархією з його благословення і при невпинній опіці були засновані кілька нових монастирів:
1. Борисоглібський Аносіно жіночий монастир — в 1823 році;
2. Тройце-Одігітрієва Зосімова жіноча пустель — в 1826 році;
3. Ново-Олексіївський жіночий монастир — в 1837 році;
4. Спасо-Бородинський жіночий монастир — в 1839 році;
5. Спасо-Преображенський Гусліцькій чоловічий монастир — в 1858 році;
6. Спасо-Влахерський жіночий монастир — в 1861 році;
7. Всіхсвятський жіночий єдиновірський монастир — в 1862 році;
8. Нікольський чоловічий єдиновірський монастир — в 1866 році[джерело?].

Останнім з благословіння і за клопотанням святителя Філарета до Імператорської величності був організований і відкритий Московський Нікольський чоловічий єдиновірський монастир — перший в Московській єпархії чоловічій єдиновірський монастир. Урочисте відкриття відбулося 16 травня 1866 року, але сам святитель бути присутнім на відкритті не зміг через хворобу і послав свого вікарія Леоніда єпископа Дмитровського. Піклуванню про устрій цього монастиря святитель присвятив останні місяці свого життя. Святитель докладав чималих сил для звернення старообрядців з розколу до православ'я. У Москві при ньому 7 липня 1856 були запечатані вівтарі старообрядницького Покровського собору. З благословення святителя Філарета в Московській єпархії відкриті три православних монастиря в місцях розселення старообрядців — це згаданий Нікольський чоловічий єдиновірсьй монастир, Всіхсвятский жіночий єдиновірчий монастир, і ще раніше Спасо-Преображенський Гусліцькій чоловічий монастир, але в останньому незважаючи на бажання святителя так і не вдалося ввести єдиновірськіх правил і статуту[джерело?].

## Смерть
За переказами, незадовго до смерті Святителю уві сні з'явився батько, який сказав йому: бережи 19-е число. З тих пір митрополит Філарет 19-го числа кожного місяця намагався обов'язково служити Літургію[джерело?].
19 листопада 1867 року, після зробленої ним з особливим почуттям і сльозами Літургії, Філарет приймав у своїх покоях нового Московського губернатора і розмовляв з ним досить довго. Перед обідом сів займатися письмовими справами. Через 10 хвилин прийшли нагадати йому про обід і знайшли його уклінним з упершимися в підлогу руками. Він уже не міг говорити, і на кінець другої години помер. Про його смерть сповістили дванадцять ударів великого дзвону Іоаннівської дзвіниці[джерело?].
Він був похований в дорогій його серцю Тройце-Сергієвій Лаврі, в прибудованому за його благословення до храму Зіслання Св. Духа прибудові св. Філарета Милостивого.

## Прославлення та відкриття мощей
В останні роки святительства митрополит Філарет користувався величезним авторитетом у Церкві; пам'ять його була шанована по смерті. У 1883 році в Москві святкувався столітній ювілей з дня народження московського владики. Основні урочистості проходили в Чудовому монастирі в Кремлі[джерело?].
Реставрація Тройце-Сергієвої Лаври в кінці 1930-х рр. почалася з розбирання пізніших оббудовувань церкви Зходження Св. Духа, включаючи Філаретівський приділ.
Після передачі Тройце-Сергієвої Лаври Московської Патріархії в Патріарших покоях був освячений домовий храм в ім'я св. Філарета Милостивого. У день ангела митрополита, 14 грудня, в Московській Духовній академії стали влаштовуватися Філаретівські вечора[джерело?].

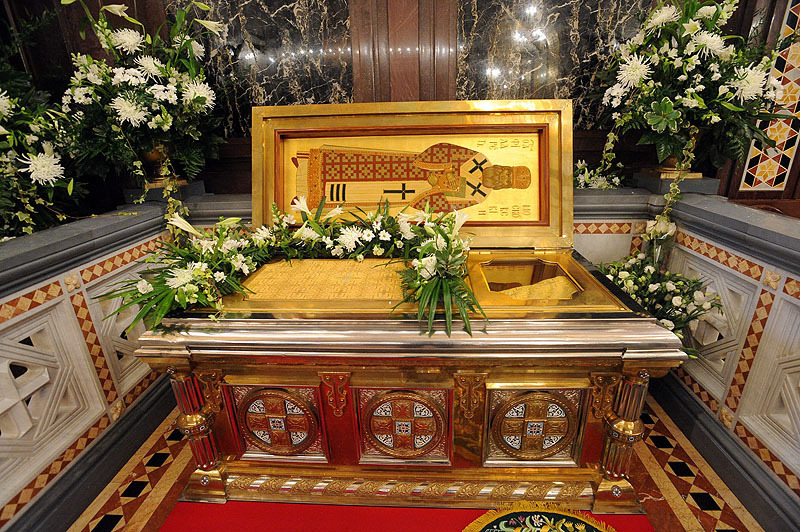
Рака з мощами святителя Філарета Московского. Храм Христа Спасителя.

У 1994 році Архієрейським собором святитель Філарет був зарахований до лику святих; пам'ять — 19 листопада за юліанським календарем.
З 1994 року ім'я святителя Філарета носить Московська вища православно-християнська школа (нині Свято-Філаретівський православно-християнський інститут).
9 червня 2004 — в пряме порушення волі святителя — відбулося перенесення мощей митрополита Філарета з Тройце-Сергієвої Лаври в Храм Христа Спасителя в Москві, де вони спочивають в даний час в раку на південь від Царських воріт верхнього храму[джерело?].
На честь святителя Філарета освячено престол нижнього храму домової церкви святої мучениці Татіани при МДУ.
27 травня 1998 року в місті Зеленограді відкрита перша православна школа в ім'я святителя Філарета Московського.

### В Коломні
Наприкінці XIX століття в Коломні діяло братство в ім'я свт. Філарета Милостивого, тезоіменитого святого Митрополиту Московському[джерело?].
У 1996 року поблизу храму святих апостолів Петра і Павла в Меморіальному парку Коломни був поставлений пам'ятний хрест похованим тут родичам святителя Філарета.
Вважається небесним покровителем Коломни[джерело?].

## Оцінка сучасників
Як людина непересічна, Філарет викликав у сучасників різні почуття і судження про себе. Консерватори вважали Філарета масоном і таємним протестантом, називаючи «якобінцем в богослов'ї» і «карбонарієм»; ліберали, навпаки, бачили в ньому обскуранта[джерело?].
Партія А. С. Шишкова і Аракчеева вважала Катехизис Філарета шкідливою книгою, зокрема, через те, що в його початковій редакції цитати із Біблії наводилися російською. В результаті вихід Катехизис був тимчасово припинений. З іншого боку реформатори вбачали в Катихизисі мертвящу схоластику[джерело?].
Філарет називав Біблію «єдиним чистим і достатнім джерелом вчення віри», що давало привід критикам вбачати в такому підході протестантську тенденцію. Характерно, що первісна редакція Катехизис не містила розділу про Священне Передання. Філарет не вважав правильним ставити знак рівності між Біблією і святими Отцями[джерело?].

## Праці
1. Молебное пение об избавлении Церкви и державы Российския от нашествия галлов и с ними двадесяти языков, 1814.
2. Разговор между испытующим и уверенным о Православии Восточной Греко-российской церкви с присовокуплением выписки из окружного послания Фотия, патриарха Цареградского, к восточным патриаршим престолам. СПб, 1815 (по просьбе кн. Голицына).
3. Начертание церковно-библейской истории (1816)
4. Акафист Пресвятой Богородице (Приб. к твор. св. отцов, 1855, ч. XIV).
5. Ежедневная молитва св. Филарета Московского (Дроздова).. Архивировано из первоисточника 28 ноября 2012.
6. Изъяснение о проклятии, наложенном от собора 1667 г. (Приб. к твор. св. отцов, 1855, ч. XIV). РГБ
7. О догматическом достоинстве и охранительном употреблении греч. 70 толковников и славянского переводов Св. Писания, сост. в 1845 г. (Приб. к твор. св. отцов, 1858, ч. XVII, сост. в 1845 г. (Приб. к твор. св. отцов, 1858, ч. XVII. М., 1858).
8. Перевод Евангелия от Иоанна на рус. язык. СПб, 1819.
9. Таблица чтения из Св. Писания, церковной и гражданской печати (изд. главн. правл. училищ. СПб, 1819).
10. Толкование на 11 псалом (напис. в 1820 г. — Чтен. в общ. люб. дух. просвещ., 1873).
11. Собрание проповедей митр. Моск. Филарета, первое изд. СПб, 1820, последующие: СПб, 1821, 1822, 1835, 1844, 1845 (3 тома); 1847–1848 (I и II тома); 1861 (III том); 1873–1885 (посмертное издание) в пяти томах; изд. под заглавием: Сочинения Филарета, митр. Моск. и Коломенского.
12. Исторические чтения из книг Ветхого Завета. СПб, 1822.
13. Житие преп. и богоносного отца нашего Сергия, почерпнутое из достоверных источников, читанные (впервые) в Лавре его на всенощном бдении июля 4 в 1822 г. М., 1822.
14. Христианский катихизис Православныя кафолическия восточныя греко-российския церкви. СПб, 1823 и доп. изд. 1828, 1839.
15. Краткий катихизис Православныя кафолическия греко-российския церкви. СПб, 1824.
16. Пушкин, от мечтаний перешедший к размышлению (стихотворение, написанное в ответ на стихи Пушкина «Дар напрасный…» в журнале «Звездочка», 1848, № 10).
17. Записки, руководствующие к основательному разумению Книги Бытия, заключающие в себе и перевод сей книги на русское наречие РГБ
18. Полное собрание резолюций Филарета, митрополита Московскаго, с приложением портрета / с предисл. и примеч. проф. И. Н. Корсунского и протопресвитера Московского Большого Успенского собора В. С. Маркова. 1903, 1914 Том 1 РГБ, Том 2 Вып. 1 РГБ, Том 2 Вып. 2 РГБ, Том 2 Вып. 3 РГБ, Том 3 Вып. 1 РГБ, Том 4 РГБ, Том 5 Вып. 1 РГБ, Том 5 Вып. 2 РГБ Том 5 Вып. 3 РГБ
19. Пред высочайшим вступлением в Успенский собор для священного коронования и миропомазания, его императорскому величеству государю императору Николаю Павловичу, самодержцу всероссийскому речь, говоренная Синода членом, Филаретом, архиепископом Московским августа 22 дня, 1826 года РГБ
20. Предложения речи преосвященного митрополита Филарета, в день высокоторжественного коронования его императорского величества на французский, англинский [!], итальянский, немецкий и испанский языки, служащим при Министерстве иностранных дел, титулярным советником Голенищевым-Кутузовым, 1826 РГБ
21. Речь благочестивейшему государю императору Николаю Павловичу, самодержцу всероссийскому, при сретении его императорского величества, в Свято-Троицкой Сергиевой лавре, говоренная Святейшего правительствующего синода членом Филаретом, митрополитом Московским, сентября 25 дня, 1826 года РГБ
22. Слово, в присутствии ее императорского величества государыни императрицы Марии Феодоровны, при гробе блаженной памяти государыни императрицы Елисаветы Алексеевны, в Можайском Николаевском соборе, говоренное синодальным членом Филаретом, архиепископом Московским, мая 26 дня, 1826 года РГБ
23. Слово по случаю перенесения чрез Москву тела в бозе почившего государя императора Александра Павловича всея России, говоренное в Кафедральном Архангельском соборе синодальным членом Филаретом, архиепископом Московским, февраля 4 дня, 1826 года РГБ
24. Слово по случаю возложения на раку мощей иже во святых отца нашего Алексия, митрополита Московского, от благочестивейшего государя императора Николая Павловича принесенного покрова и медали за Персидскую войну, говоренное в Кафедральной церкви Чудова монастыря синодальным членом Филаретом, митрополитом Московским, мая в 27 день, 1828 года РГБ
25. Слово в день восшествия на всероссийский престол благочестивейшего государя императора Николая Павловича, говоренное в Кафедральной церкви Чудова монастыря ноября 20 дня, 1830 года, синодальным членом Филаретом, митрополитом Московским РГБ
26. Беседа о сложении перстов для крестного знамения и для благословения, Санкт-Петербург, 1836
27. Правила благоустройства монашеских братств в Москве / [Сост. высокопреосвященнейшим Филаретом, митр. Моск. в 1852 г. и с 1853 г., по утв. Святейшим синодом, введены в действие в моск. епарх. монастырях], Москва, 1868 РГБ
28. Несколько резолюций московского митрополита Филарета по епархиальным и училищным делам, Москва, 1877 РГБ
29. Письма Филарета, митрополита Московского и Коломенского к высочайшим особам и разным другим лицам, Тверь, 1888 РГБ
30. Христианское учение о царской власти и об обязанностях верноподданных: мысли, вкратце извлеченныя из проповедей Филарета, митрополита Московскаго / собрал Порфирий Кременецкий, Тверь, 1888 РГБ